# カンクンFC
カンクン・フトボル・クルブ（スペイン語: Cancún Futbol Club）は、メキシコ南東部、キンタナ・ロー州の都市カンクンに本拠地を置くサッカークラブである。リーガ・デ・エクスパンシオンMXに所属。2020年6月設立。

## 歴史
2020年、カンクンを本拠地としていたアトランテFCは移転の可能性を噂されていた。6月26日、メキシコシティへの本拠地移転を発表した。また同じ日に、カフェタレロス・デ・チアパスのカンクンへの本拠地移転とカンクンFCへの名称変更が決定された。
6月30日、クリスティアン・ヒメネスがクラブの初代監督に就任することが発表された。

## テクニカルスタッフ
| 役職               | 名前                     |
| ------------------ | ------------------------ |
| 監督               | クリスティアン・ヒメネス |
| アシスタントコーチ | フランシスコ・コルテス   |
| GKコーチ           | ミゲル・センテノ         |
| フィットネスコーチ | ダニエル・イパタ         |
| 理学療法士         | フアン・ベニテス         |
| チームドクター     | フアン・メヒア           |

## 現所属メンバー
2020年6月26日現在
注：選手の国籍表記はFIFAの定めた代表資格ルールに基づく。
| No. | Pos. |          | 選手名                 |
| --- | ---- | -------- | ---------------------- |
| -   | GK   | メキシコ | ギジェルモ・アジソン   |
| -   | GK   | メキシコ | アントニオ・モンテルデ |
| -   | GK   | メキシコ | セルヒオ・シルバ       |
| -   | DF   | メキシコ | ルイス・アロンソ       |
| -   | DF   | メキシコ | ミゲル・バスルト       |
| -   | DF   | メキシコ | オスワルド・レオン     |
| -   | DF   | ブラジル | ルーカス・マイア       |
| -   | DF   | メキシコ | ジョルディ・パレンテ   |
| -   | DF   | メキシコ | ディエゴ・ロサレス     |
| -   | MF   | メキシコ | ステベン・アルメイダ   |
| -   | MF   | メキシコ | ルシアーノ・ボッコ     |

| No. | Pos. |            | 選手名                 |
| --- | ---- | ---------- | ---------------------- |
| -   | MF   | メキシコ   | サバス・カマリージョ   |
| -   | MF   | メキシコ   | エデル・クルス         |
| -   | MF   | メキシコ   | ホセ・エルナンデス     |
| -   | MF   | メキシコ   | カルロス・マウリ       |
| -   | MF   | メキシコ   | アルディ・メサ         |
| -   | MF   | メキシコ   | ミシェル・ロドリゲス   |
| -   | MF   | ブラジル   | ブルーノ・チアゴ       |
| -   | MF   | メキシコ   | アルマンド・サモラーノ |
| -   | FW   | チリ       | イサーク・ディアス     |
| -   | FW   | メキシコ   | レオネル・エンリケス   |
| -   | FW   | ブラジル   | イゴール・ネヴェス     |
| -   | FW   | ベネズエラ | ヘスス・バルガス       |

## 歴代監督
- クリスティアン・ヒメネス 2020-2021
- イニゴ・イディアケス 2022-2023